# Radziusze-Tuszcza
Radziusze-Tuszcza (biał. Радзюшы-Тушча, Radziuszy-Tuszcza; ros. Радюши-Туща, Radiuszy-Tuszcza) – wieś na Białorusi, w obwodzie grodzieńskim, w rejonie ostrowieckim, w sielsowiecie Michaliszki, nad Tuszczanką i przy granicy Naroczańskiego Parku Narodowego.

## Historia
W XIX i w początkach XX w. położone były w Rosji, w guberni wileńskiej, w powiecie zawilejskim/święciańskim, w gminie Niestaniszki. Po I wojnie światowej pod administracją polską, w Zarządzie Cywilnym Ziem Wschodnich. W latach 1920–1922 w składzie Litwy Środkowej.
Od 11 kwietnia 1922 leżały w Polsce, w województwie wileńskim, w powiecie święciańskim, w gminie Świr. Wykaz miejscowości Rzeczypospolitej Polskiej z 1938 wymienia wieś pod nazwą Radziusze, nazwę Radziusze-Tuszcza podając jako używaną dawniej. Na mapie WIG z 1933 wieś pojawia się pod nazwą Radziusze
Po II wojnie światowej w granicach Związku Sowieckiego. Od 1991 w niepodległej Białorusi.